# ترسییا د لا خارا
ترسییا د لا خارا (به اسپانیایی: Torrecilla de la Jara) یک شهرستان در اسپانیا است که در استان تولدو واقع شده‌است.

## خصوصیات
ترسییا د لا خارا ۷۱ کیلومترمربع مساحت و ۳۰۳ نفر جمعیت دارد و ۶۴۸ متر بالاتر از سطح دریا واقع شده‌است.